# Сюта Галина Мирославівна
Гали́на Миросла́вівна Сю́та  — український мовознавець, доктор філологічних наук (2019), професор (із 2024 р.), провідний науковий співробітник Інституту української мови НАН України.

## Біографія
Народилася 10 липня 1969 року в м. Бережани Тернопільської обл. Філологічну освіту здобула у Дрогобицькому державному педагогічному інституті ім. І. Я. Франка. Навчалася в аспірантурі Інституту української мови НАН України (1991–1995 рр.).
Кандидат філологічних наук, спеціальність "українська мова" (1995). Доктор філологічних наук, спеціальність "українська мова" (2018). Професор (2024).

## Наукова діяльність
Провідний науковий співробітник відділу стилістики, культури мови та соціолінгвістики Інституту української мови НАН України.
У колі наукових інтересів — проблеми теоретичної та історичної стилістики (вплив мови художньої літератури на розвиток літературної мови, питання стильової художньої норми, співвідношення мовної, стильової та ідіостильової норми, мовний портрет письменника), лінгвопоетики, лексичної семантики, інтертекстуальності, рецептивної поетики та рецептивної стилістики, культури мови.
Загалом опубліковано понад 200 наукових праць.
Автор індивідуальних монографій "Цитатний тезаурус української поетичної мови ХХ століття" (2017), "Лінгвосвіт поезії авторів Нью-Йоркської групи» (Київ, 2010).
Співавтор колективних монографій: "Інтертекстуальність та інтермедіальність: в просторі української мови, літератури та культури" (Оломоуць, 2018), "ХХ-ХХІ століття: жанрово-стильові й стилістичні метаморфози в українській мові та літературі" (Оломоуць, 2016), "Територія мови Тараса Шевченка" (Київ, 2016), "Літературна мова і мовна практика" (Київ-Ніжин, 2013), "Українська мова 1945–1995 pp.» (Ополе, 1999 р.) — проекту Najnowsze dzieje języków slowiańskich (координатор С. Ґайда; Ополе, Польща), що відбувався під егідою Міжнародного комітету славістів; «Українська лінгвостилістика ХХ — початку ХХІ ст.: система понять і бібліографічні джерела» (2007 р.) та ін.
Співавтор словників, довідників: «Універсальний довідник-практикум з ділових паперів» (1998), «Словник іншомовних слів» (1999), «Культура мови на щодень» (2000), «Довідник з культури мови» (2005), «Ділові документи та правові папери: Листи, протоколи, заяви, договори, угоди» (2005), «Словник іншомовних слів: Тлумачення, словотворення та слововживання» (2005), Сучасна ділова культура: усне і писемне спілкування" (2019).